# Cinta Laura
Cinta Laura Kiehl (ur. 17 sierpnia 1993 w Quakenbrücku) – indonezyjsko-niemiecka aktorka filmowa i piosenkarka.

## Filmografia

### Film
| Film | Film                   | Film           | Film                        |
| Rok  | Tytuł                  | Rola           | Przypis                     |
| ---- | ---------------------- | -------------- | --------------------------- |
| 2007 | Oh Baby                | Baby           | [ 2 ]                       |
| 2010 | Seleb Kota Jogja (SKJ) | Gadis          | [ 3 ]                       |
| 2013 | After the Dark         | Utami          | [ 4 ] [ 5 ] [ 6 ]           |
| 2016 | 3 Pilihan Hidup        | Laura          | [ 7 ]                       |
| 2018 | The Ninth Passenger    | Nicole         | [ 8 ] [ 9 ] [ 10 ]          |
| 2018 | Crazy For The Boys     | Madison        | [ 11 ] [ 12 ] [ 13 ]        |
| 2018 | TAR                    | Camilla Landry | [ 14 ]                      |
| 2018 | Goodnight              | Lisa           | [ 15 ] [ 16 ] [ 17 ] [ 14 ] |
| 2018 | The Nanny Is Watching  | Rachel         | [ 18 ] [ 19 ] [ 20 ]        |
| 2018 | Target                 | Cinta          | [ 21 ] [ 22 ]               |
| 2019 | MatiAnak               | Ina            | [ 23 ] [ 24 ]               |
| 2019 | Jeritan Malam          | Wulan          | [ 25 ] [ 26 ] [ 27 ] [ 28 ] |

## Dyskografia

### Albumy studyjne
| Rok  | Tytuł            | Single                                                                   | Sprzedaż    | Certyfikacja albumu                      |
| ---- | ---------------- | ------------------------------------------------------------------------ | ----------- | ---------------------------------------- |
| 2010 | Cinta Laura      | - „Cinta Atau Uang” (2008) - „Shoot Me” (2009) - „Guardian Angel” (2010) | - 1 000 000 | - 2× PLATYNA - 11× PLATYNA - 12× PLATYNA |
| 2012 | Hollywood Dreams | - „Tulalit” (2012) - „All of My Life” (2013)                             | - 1 000 000 |                                          |

### Wybrane single
| Rok  | Tytuł                | Album                    | Przypis              |
| ---- | -------------------- | ------------------------ | -------------------- |
| 2008 | „Penghianat Cinta”   | Sang Juara Duo Maia      | [ 35 ]               |
| 2009 | „Let's Get the Beat” | Ost. Beat Hits Afgan     | [ 36 ]               |
| 2011 | „Who's That Girl”    | Twenty Ten Guy Sebastian | [ 37 ]               |
| 2019 | „Vida”               | TBA                      | [ 16 ] [ 38 ] [ 39 ] |
| 2019 | „Caliente”           | TBA                      | [ 40 ] [ 41 ]        |

## Nagrody i nominacje
| Rok  | Nagrody                           | Kategoria                                     | Nominacja za               | Wynik     | Przypis       |
| ---- | --------------------------------- | --------------------------------------------- | -------------------------- | --------- | ------------- |
| 2007 | Finalis Top Model Indonesia       | Model                                         | N/A                        | Wygrana   |               |
| 2007 | SCTV Awards 2007                  | Aktris Ngetop (Best Actress)                  | N/A                        | Wygrana   | [ 42 ] [ 43 ] |
| 2007 | Gadis Magazine                    | Breakthrough Awards                           | N/A                        | Wygrana   | [ 44 ]        |
| 2007 | Panasonic Awards 2007             | Aktris Panasonic Awards (Actress of the Year) | N/A                        | Nominacja | [ 45 ]        |
| 2008 | Best Actress                      | Trax Magazine                                 | N/A                        | Wygrana   | [ 44 ]        |
| 2008 | Best Actress                      | Teen Magazine                                 | N/A                        | Wygrana   | [ 44 ]        |
| 2008 | Best Actress                      | Gadis Magazine                                | N/A                        | Wygrana   | [ 44 ]        |
| 2008 | Best Actress                      | Hai Magazine                                  | N/A                        | Wygrana   | [ 44 ]        |
| 2008 | Indonesia Kids Choice Awards 2008 | Favorite Female Singer                        | N/A                        | Nominacja | [ 46 ]        |
| 2008 | Indonesia Kids Choice Awards 2008 | Favorite Actress                              | N/A                        | Wygrana   | [ 46 ]        |
| 2008 | Indonesia Kids Choice Awards 2008 | Indonesian Star Wannabe Award                 | N/A                        | Nominacja | [ 46 ]        |
| 2009 | Anugerah Planet Muzik 2009        | Best Vocal – Song (New Female Singer)         | Oh Baby                    | Nominacja | [ 47 ]        |
| 2009 | Indonesia Kids Choice Awards 2009 | Favorite Actress                              | N/A                        | Nominacja | [ 44 ]        |
| 2010 | Indonesia Kids Choice Awards 2010 | Favorite Female Singer                        | N/A                        | Nominacja | [ 46 ]        |
| 2010 | Indonesia Kids Choice Awards 2010 | Favorite Actress                              | N/A                        | Nominacja | [ 46 ]        |
| 2010 | Indonesia Kids Choice Awards 2010 | Indonesian Star Wannabe Award                 | N/A                        | Wygrana   | [ 46 ]        |
| 2011 | SCTV Music Awards 2011            | Best Album                                    | Cinta Laura                | Nominacja | [ 48 ]        |
| 2011 | Indonesia Kids Choice Awards 2011 | Favorite Female Singer                        | N/A                        | Nominacja | [ 49 ]        |
| 2011 | Anugerah Musik Indonesia 2011     | Best Dance/Electronica Music Performance      | Cinta Atau Uang            | Wygrana   | [ 50 ]        |
| 2011 | FTV Awards                        | Favorite Theme Song                           | Cinta Atau Uang            | Nominacja | [ 51 ]        |
| 2013 | Anugerah Musik Indonesia 2013     | Best Electronic Dance/Dance Production Work   | Tulalit (feat. Rayi Putra) | Nominacja | [ 44 ]        |
| 2016 | Pop Awards 2016                   | Female Pop Awards                             | N/A                        | Nominacja | [ 44 ]        |
| 2019 | Latino 5th Annual Film Festival   | Best Female Actress                           | Goodnight                  | Wygrana   | [ 16 ] [ 52 ] |